# 阿兹列茨科耶农村居民点
阿兹列茨科耶农村居民点（俄语：Сельское поселение Азлецкое）是俄罗斯联邦沃洛格达州哈罗夫斯克区所属的一个农村居民点。其下辖有38个居民点，行政中心为波波夫卡。据2015年统计，该农村居民点的人口为276人。